# Peter Grosser
Pour les articles homonymes, voir Grosser.
Peter Grosser (né le 28 septembre 1938 à Munich où il est mort le 2 mars 2021) est un ancien footballeur international allemand reconverti en entraîneur.

## Carrière de joueur

### En club

#### Jeunesse
Grosser commence le football au FC Neuhofen puis rejoint la section jeunes du MTV München, avant de rejoindre la section jeunes du FC Bayern München en 1956. Un an plus tard, il honore ses premières sélections en équipe d'Allemagne junior et en 1958, il joue ses premiers matchs en équipe première.

#### FC Bayern Munich
Pour sa première saison avec l'équipe sénior, en 1958-1959, il participe à 24 des 30 matchs de son équipe en Oberliga Süd, et marque 15 buts. La saison suivante, en 27 matchs joués, il en marque 18.
Trois saisons plus tard, après avoir joué 83 matchs pour 32 buts marqués, il quitte le FCB à la fin de la saison 1962-1963 pour jouer en Bundesliga, nouveau championnat professionnel pour lequel le FC Bayern ne s'était pas qualifié.
Grosser rejoint ainsi les rangs du Champion d'Oberliga, le TSV 1860 München, rival local de son ancien club.

## Palmarès
- Champion d'Allemagne en 1966 (avec le TSV 1860 München)
- Finaliste de la Coupe d'Europe des Vainqueurs de Coupe 1965 (avec le TSV 1860 München)
- Vainqueur de la Coupe d'Allemagne 1964 (avec le TSV 1860 München)
- Vainqueur de l'UI-Cup en 1970 et 1971 (avec le SV Austria Salzburg)